# كوتورا-سان
كوتورا-سان (باليابانية: 琴浦さん، بالروماجي: Kotoura san) هي سلسلة مانغا يابانية من تأليف إينوكيزو، صدرت في 14 أكتوبر عام 2010 حتى 22 أبريل عام 2015، إنتجت إلى أنمي تلفزيوني من إنتاج استوديو شركة أنمي إنترنشنل وإخراج ماساهيكو أوتا، عرض الأنمي في 11 يناير عام 2013 حتى 29 مارس عام 2013، وتكون من 12 حلقة.

## القصة
تدور أحداث القصة عن هاروكا كوتورا، هي فتاة في الخامسة عشرة من عمرها ولدت بقدرات تخاطرية تمكنها من قراءة ما في العقول، سببت لها هذه القدرة الكثير من المعاناة وتسببت في انفصال والديها، ولم يكن لديها اصدقاء، وكانت تتعرض للمضايقات، فكانت تنتقل من مدرسة إلى أخرى، وفي يوم من الأي تلتقي بفتى يدعى مانابي يوشيهيسا عَلم بأمر قدرتها، ومع ذلك يتقرب منها، وبتشجيعه استطاعت الحصول على أصدقاء جدد.

## الشخصيات

### الشخصيات الرئيسية
هاروكا كوتورا (باليابانية: 琴浦 春香، بالروماجي: Kotoura Haruka)
أداء صوتي: هيساكو كانيموتو
يوشيهيسا مانابي (باليابانية: 真鍋 義久، بالروماجي: Manabe Yoshihisa)
أداء صوتي: جون فكشيما
يوريكو ميفوني (باليابانية: 御舟 百合子، بالروماجي: Mifune Yuriko)
أداء صوتي: كانا هانازاوا
دايتشي موروتو (باليابانية: 室戸 大智، بالروماجي: Muroto Daichi)
أداء صوتي: هيرو شيمونو
هيوري موريتاني (باليابانية: 森谷 ヒヨリ، بالروماجي: Moritani Hiyori)
أداء صوتي: يوريكا كوبو

### شخصيات أخرى
زينزو كوتورا (باليابانية: 琴浦 善三، بالروماجي: Kotoura Zenzō)
أداء صوتي: توموميتشي نيشيمورا
أوشو (باليابانية: 和尚، بالروماجي: Oshō)
أداء صوتي: يوتاكا ناكانو
كوميكو كوتورا (باليابانية: 琴浦 久美子، بالروماجي: Kotoura Kumiko)
أداء صوتي: كيكوكو إينوي
غانتيتسو إيشياما (باليابانية: 石山 巌鉄، بالروماجي: Ishiyama Gantetsu)
أداء صوتي: تاكايوكي سوغو
آكي تسوكينو (باليابانية: 月野 亜紀، بالروماجي: Tsukino Aki)
أداء صوتي: أكينو واتانابي

## وصلات خارجية
- الموقع الرسمي (باليابانية)
- موقع الأنمي الرسمي (باليابانية)

كوتورا-سان على موقع ANN manga (الإنجليزية)